# Лёкниц
Лёкниц (нем. Löcknitz, пол. Łęknica) — коммуна в Германии, в земле Мекленбург-Передняя Померания.
Входит в состав района Иккер-Рандов. Подчиняется управлению Лёкниц-Пенкун. Население составляет 3059 человек (2009); в 2003 г. — 3083. Занимает площадь 22,69 км².
| Год  | Население |
| ---- | --------- |
| 1991 | 3699      |
| 1995 | 3457      |
| 2000 | 3187      |
| 2005 | 2939      |
| 2010 | 3027      |